# Pressure Machine
Pressure Machine är det sjunde studioalbumet av det amerikanska rockbandet The Killers. Albumet släpptes den 13 augusti 2021 utan några singelsläpp innan eller efter. Bandets gitarrist Dave Keuning var tillbaka under produktionen efter att tagit en paus och inte var med på bandets tidigare album Imploding The Mirage, däremot var inte bandets basist Mark Stoermer med på grund av problem med inspelningen under Covid-19-pandemin. 

## Bakgrund
Pressure Machine är ett konceptalbum baserat på bandets frontman Brandon Flowers barndom i Nephi i Utah. Majoriteten av albumets spår innehåller spoken word-intron av invånare i just Nephi, som kommunicerar sina synpunkter om hemområdet, händelser som inträffat där, personer därifrån eller annat liknande.
Albumet har släppts i tre olika utgåvor*: standardutgåvan med spoken word-intron, en version kallad "Abridged" (engelska för förkortad) utan dessa intron samt en Deluxe-utgåva med sju låtar från albumet i omarbetade versioner med nya melodier, produktioner och till och med genrer.
Bandet inspirerades mycket av Bruce Springsteen under produktionen av albumet.

## Låtlista
| 1.           | West Hills                           | Brandon Flowers, Jonathan Rado    | 5:42  |
| 2.           | Quiet Town                           | Flowers, Rado                     | 4:45  |
| 3.           | Terrible Thing                       | Flowers                           | 3:52  |
| 4.           | Cody                                 | Flowers, Ronnie Vannucci Jr, Rado | 3:50  |
| 5.           | Sleepwalker                          | Flowers, Rado                     | 4:27  |
| 6.           | Runaway Horses (med Pheobe Bridgers) | Flowers                           | 3:54  |
| 7.           | In The Car Outside                   | Flowers, Dave Keuning, Rado       | 5:28  |
| 8.           | In Another Life                      | Flowers, Rado                     | 3:45  |
| 9.           | Desperate Things                     | Flowers, Rado                     | 5:16  |
| 10.          | Pressure Machine                     | Flowers, Keuning, Rado            | 5:09  |
| 11.          | The Getting By                       | Flowers, Rado                     | 5:09  |
| Total längd: | Total längd:                         | Total längd:                      | 51:17 |

| 12.          | The Getting By II (med Lucius) | Flowers, Rado | 3:16  |
| 13.          | The Getting By III             | Flowers, Rado | 3:51  |
| 14.          | The Getting By IV              | Flowers, Rado | 3:18  |
| 15.          | The Getting By V               | Flowers, Rado | 3:25  |
| 16.          | Runaway Horses II              | Flowers       | 3:28  |
| 17.          | West Hills II                  | Flowers, Rado | 3:50  |
| 18.          | West Hills III                 | Flowers, Rado | 3:50  |
| Total längd: | Total längd:                   | Total längd:  | 76:15 |